# Gerhart Friedlander
Gerhart Friedlander (nascido Friedländer; Munique, 28 de julho de 1916 — South Setauket, 6 de setembro de 2009) foi um químico nuclear estadunidense que fugiu da Alemanha escapando do nazismo.
Friedlander fugiu da Alemanha Nazista para os Estados Unidos em 1936. Estudou na Universidade da Califórnia em Berkeley, onde obteve um doutorado.
Trabalhou no Projeto Manhattan. Passou a maior parte de sua carreira no Laboratório Nacional de Brookhaven, onde foi chefe do Departamento de Química. Realizou pesquisas fundamentais sobre a mecânica das reações nucleares, desenvolvendo modelos inovadores que permaneceram em uso até a época de sua morte. Foi co-autor de um livro texto popular sobre química nuclear.